# Simply K-Pop
Simply K-Pop (en coreano: 심플리 케이팝; también conocido como Simply K-pop Con-Tour o Simply Con-tour) es un programa de televisión de música surcoreano transmitido por Arirang TV. Originalmente llamado The M-Wave, el título del programa se cambió a Wave K en 2011 y se renombró nuevamente en 2012 a Simply K-Pop. Se transmite en vivo todos los viernes a las 13:00 p. m. KST, y se transmite desde la Torre Arirang en Seocho-dong, Seúl.
Actualmente presentado por Lee Dae-hwi de AB6IX, el programa cuenta con estrellas de K-pop que actúan en el escenario e interactúan con la audiencia a lo largo de cada episodio. También está disponible por transmisión en línea a través de Viki con subtítulos en varios idiomas; anteriormente estaba disponible en DramaFever hasta que el sitio cerró en 2018. Las repeticiones del programa se transmiten en el canal de televisión digital gratuito de Filipinas, Hallypop, todos los domingos a las 6:30 p. m.
Desde el 19 de abril de 2021, los lunes de cada dos semanas, Simply K-pop transmite Simply K-pop Con-Tour donde "viaja" a cada país. Esto se transmite en vivo en Youtube. Simply K-pop ahora también se conoce como Simply K-pop Con-Tour.[cita requerida]

## Premios Simply K-Pop
| Mejor estrella en ascenso            | Mejor actuación |
| 2015                                 | 2015 |
| ------------------------------------ | --- |
| - Hombre: Monsta X - Mujer: Twice    | - Masculino: BTS – " Run (canción de BTS) " - Femenino: Red Velvet – " Dumb Dumb " |
| 2016                                 | |
| - Masculino: NCT U - Femenino: I.O.I | - Masculino: - Infinite (grupo musical) - "El ojo" - VIXX – "Fantasía" - Backstreet Boys - "I Want It That Way" - CNCO - "Reggaetón Lento (Bailemos)" - Enhypen - Walk the Line - Cravity - Gas Pedal - Femenino: - Apink - "Sólo uno" - GFriend – " Navillera " - Laboum - "Viaje a la Atlántida" - Anitta (cantante) - Envolver - Secret Number – "Starlight" - STAYC - Cheeky Icy Thang - Pasión de gavilanes ** Zharick León- Fiera inquieta' - 'Cignature - "Smooth Sailing - Purple Kiss - BBB |

## Programas similares
- Inkigayo de SBS
- Music Bank de KBS
- Programa MBC ! Núcleo de la música
- M Countdown de Mnet
- Pops in Seoul de Arirang TV
- Universo musical K-909 de JTBC
- Show Champion de MBC M
- The Show de SBS M